# Thaumatosmylus raoengensis
Thaumatosmylus raoengensis is een insect uit de familie watergaasvliegen (Osmylidae), die tot de orde netvleugeligen (Neuroptera) behoort. 
Thaumatosmylus raoengensis is voor het eerst wetenschappelijk beschreven door New in 1991. De soort komt voor in Java.